# KC Boutiette

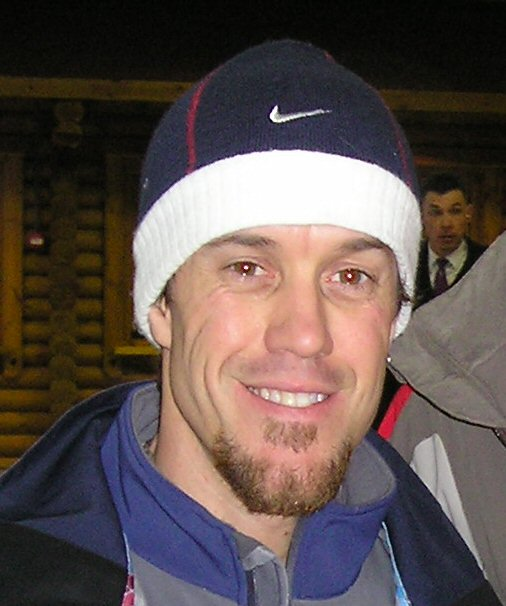
Boutiette beim Weltcup 2006 in Heerenveen

KC Boutiette (* 11. April 1970 in Tacoma) ist ein US-amerikanischer Eisschnellläufer.
KC Boutiette war der erste US-Inline-Skater, der von dieser Sportart zum Eisschnelllauf wechselte. Ursprünglich wollte Boutiette 1993 nur seine Technik verbessern, blieb dann jedoch beim Eisschnelllauf. Fünfmal war er US-Meister als Inline-Skater. Sein internationales Debüt gab er bei den Olympischen Winterspielen 1994 in Lillehammer. Über 1500 Meter belegte er hier Platz 39. Bis 2006 nahm Boutiette an weiteren drei Olympischen Spielen teil. 1998 wurde er Achter über 1000 Meter, Fünfter über 1500 Meter und Achter über 10.000 Meter, 2002 Fünfter auf der 5000-Meter-Strecke und 2006 Sechster im Teamwettbewerb.
Abgesehen von 2002 nahm er zwischen 1994 und 2005 jährlich an Weltmeisterschaften teil. Medaillen konnte er nie gewinnen, doch verpasste er als Vierter allein viermal einen Medaillenrang nur knapp. Sechsmal gewann er Titel bei US-Meisterschaften oder bei US-Trials, elfmal wurde er Zweiter, einmal Dritter. Beste Platzierung im Gesamtweltcup war ein fünfter Platz in der Saison 2003/04 in der Wertung über 5000/10.000 Meter. Seine beste Weltcupplatzierung in einem Einzelrennen war ein dritter Platz, diese Platzierung erreichte er fünfmal. Einmal wurde er Zweiter in einem Teamrennen. Sein einziger Sieg innerhalb eines Weltcups war ein kleiner Vierkampf, der nicht in die Weltcupwertung einging.

## Eisschnelllauf-Weltcup-Platzierungen
| Platzierung | 100 m | 500 m | 1000 m | 1500 m | 5000 m | 10.000 m | Team |
| ----------- | ----- | ----- | ------ | ------ | ------ | -------- | ---- |
| 1. Platz    |       |       |        |        |        |          |      |
| 2. Platz    |       |       |        |        |        |          | 1    |
| 3. Platz    |       |       |        | 4      |        | 1        |      |
| Top 10      |       |       |        | 19     | 15     | 5        | 2    |

(Nach der Saison 2006/07)